# 雖井蛙流
雖井蛙流（せいありゅう）は、日本の剣術の流派。江戸時代の剣客深尾角馬が創始した。鳥取藩で伝承され、現在は鳥取市指定無形文化財。

## 概要
丹石流、去水流、東軍流、卜伝流、神道流、新陰流、タイ捨流、岩流、戸田流など諸流を修めた深尾角馬が、「井の中の蛙と雖も大海を知らざるべけんや」との意で「雖井蛙流平法」と称して創始した。
兵法ではなく平法としたのは、武士が平素から稽古すべき心得を説いているからであるという。その技法は、旧来の介者剣術が素肌剣術に改められ、深尾が学んだ諸流の技への返し技で構成されている。
鳥取藩藩士上野忠親は『井蛙語海』などを著し、それまでの口伝を文書化（伝書）した。鳥取藩の大部分を占める流儀として栄え、明治以降も鳥取県において松田秀彦、太田義人、山根幸恵に継承された。